# Comuna Vladimir, Gorj
Vladimir este o comună în județul Gorj, Oltenia, România, formată din satele Andreești (reședința), Frasin, Valea Deșului și Vladimir.

## Demografie
Componența etnică a comunei Vladimir
     Români (93,65%)
     Alte etnii (0%)
     Necunoscută (6,35%)
Componența confesională a comunei Vladimir
     Ortodocși (93,18%)
     Alte religii (0,08%)
     Necunoscută (6,74%)
Conform recensământului efectuat în 2021, populația comunei Vladimir se ridică la 2.597 de locuitori, în scădere față de recensământul anterior din 2011, când fuseseră înregistrați 2.793 de locuitori. Majoritatea locuitorilor sunt români (93,65%), iar pentru 6,35% nu se cunoaște apartenența etnică. Din punct de vedere confesional, majoritatea locuitorilor sunt ortodocși (93,18%), iar pentru 6,74% nu se cunoaște apartenența confesională.

## Politică și administrație
Comuna Vladimir este administrată de un primar și un consiliu local compus din 11 consilieri. Primarul, Marius-Florin Vijulan[*], de la Partidul Social Democrat, este în funcție din 1 noiembrie 2024. Începând cu alegerile locale din 2024, consiliul local are următoarea componență pe partide politice:
|  | Partid                          | Consilieri | Componența Consiliului | Componența Consiliului | Componența Consiliului | Componența Consiliului | Componența Consiliului |
|  | ------------------------------- | ---------- | ---------------------- | ---------------------- | ---------------------- | ---------------------- | ---------------------- |
|  | Partidul Social Democrat        | 5          |                        |                        |                        |                        |                        |
|  | Alianța pentru Unirea Românilor | 3          |                        |                        |                        |                        |                        |
|  | Alianța Dreapta Unită           | 2          |                        |                        |                        |                        |                        |
|  | Partidul Național Liberal       | 1          |                        |                        |                        |                        |                        |

## Vezi și
- Casa Memorială „Tudor Vladimirescu”
- Biserica de lemn din Lunca, Gorj
- Biserica „Cuvioasa Paraschiva” din Vladimir
- Bustul lui Tudor Vladimirescu din Vladimir
- Casa Gârbea din Vladimir

## Imagini

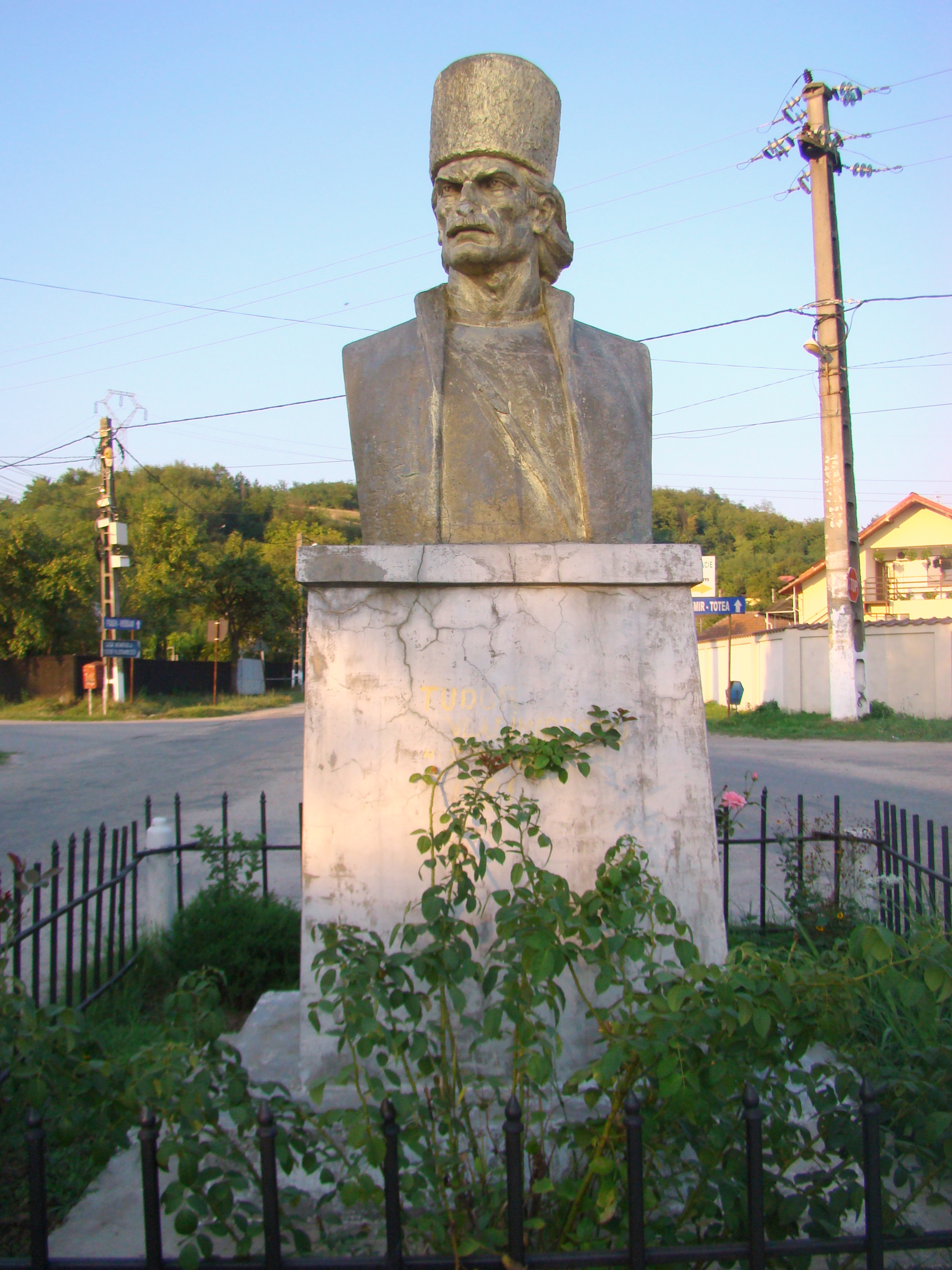
Bustul lui Tudor Vladimirescu din Andreești
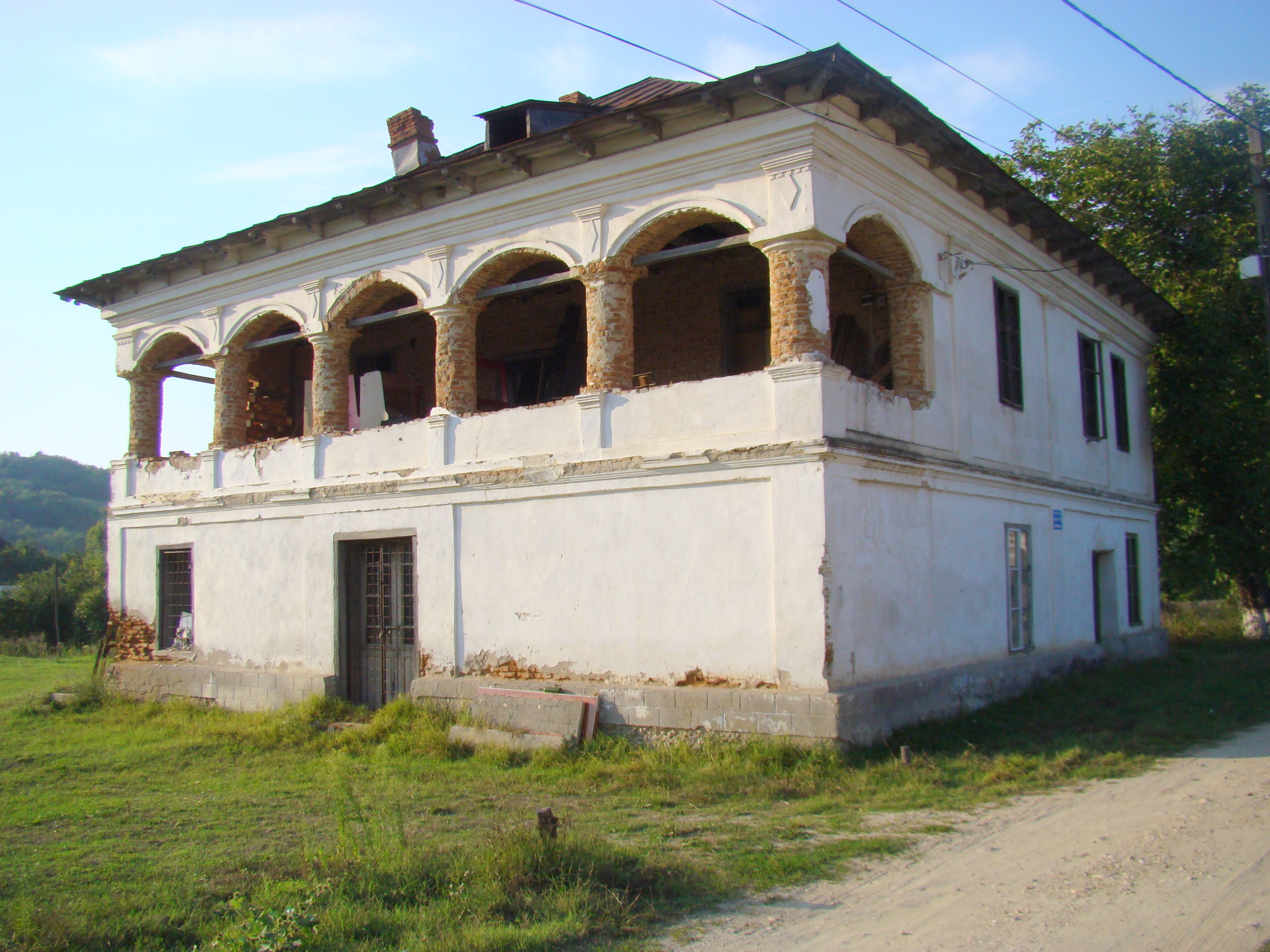
Casa Gârbea din Vladimir
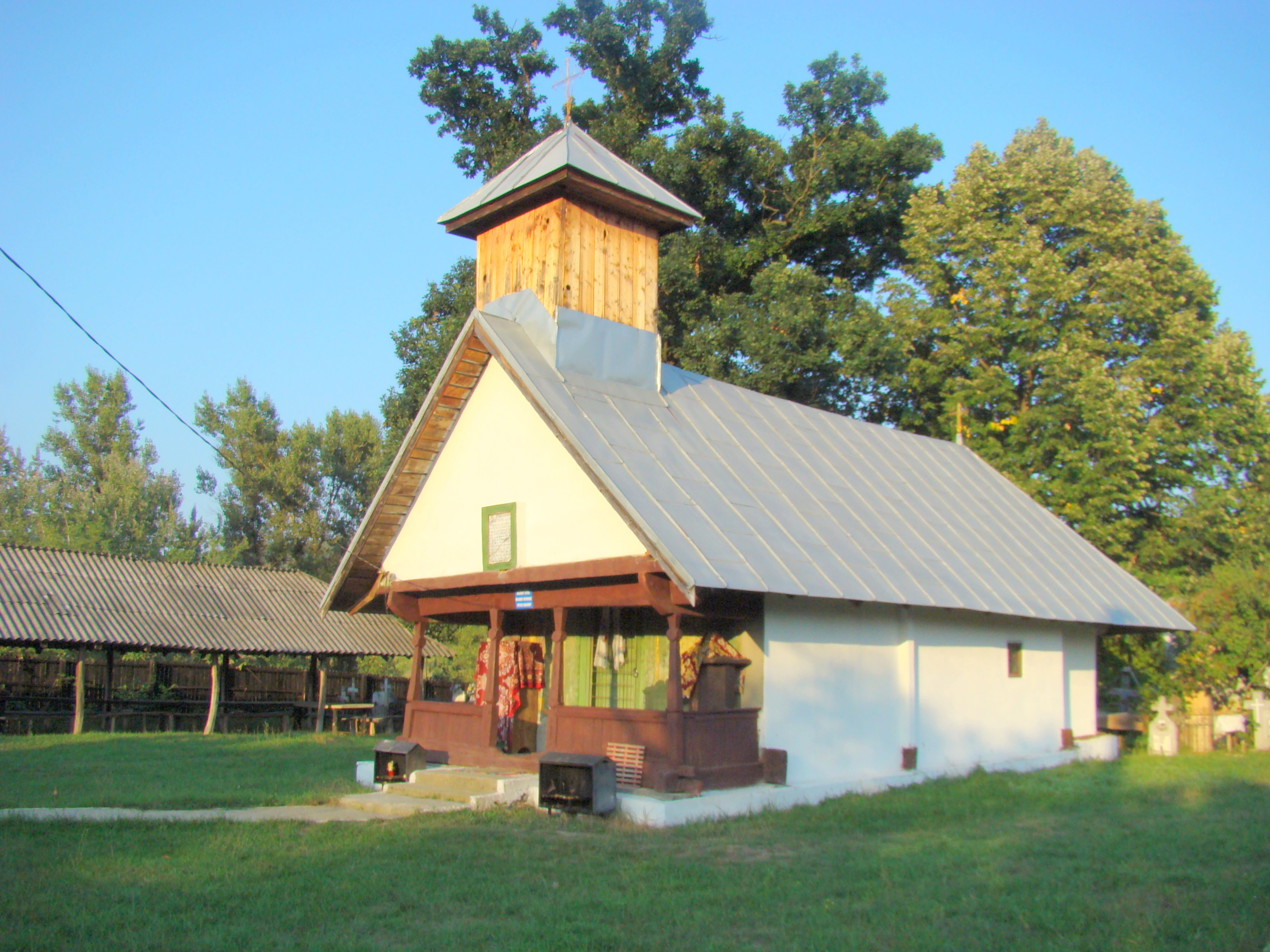
Biserica de lemn Sfântul Nicolae din Lunca
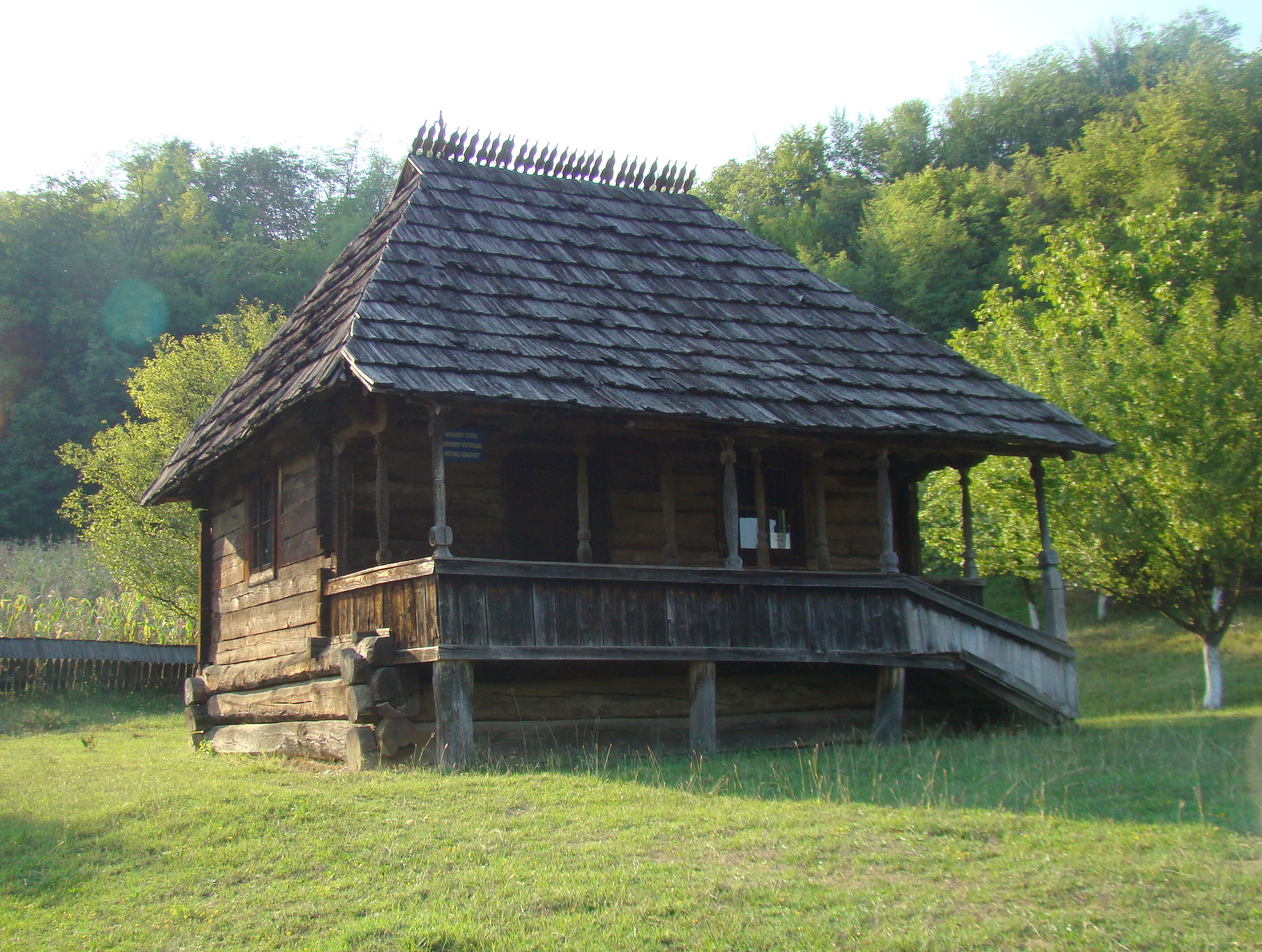
Casa Memorială „Tudor Vladimirescu”
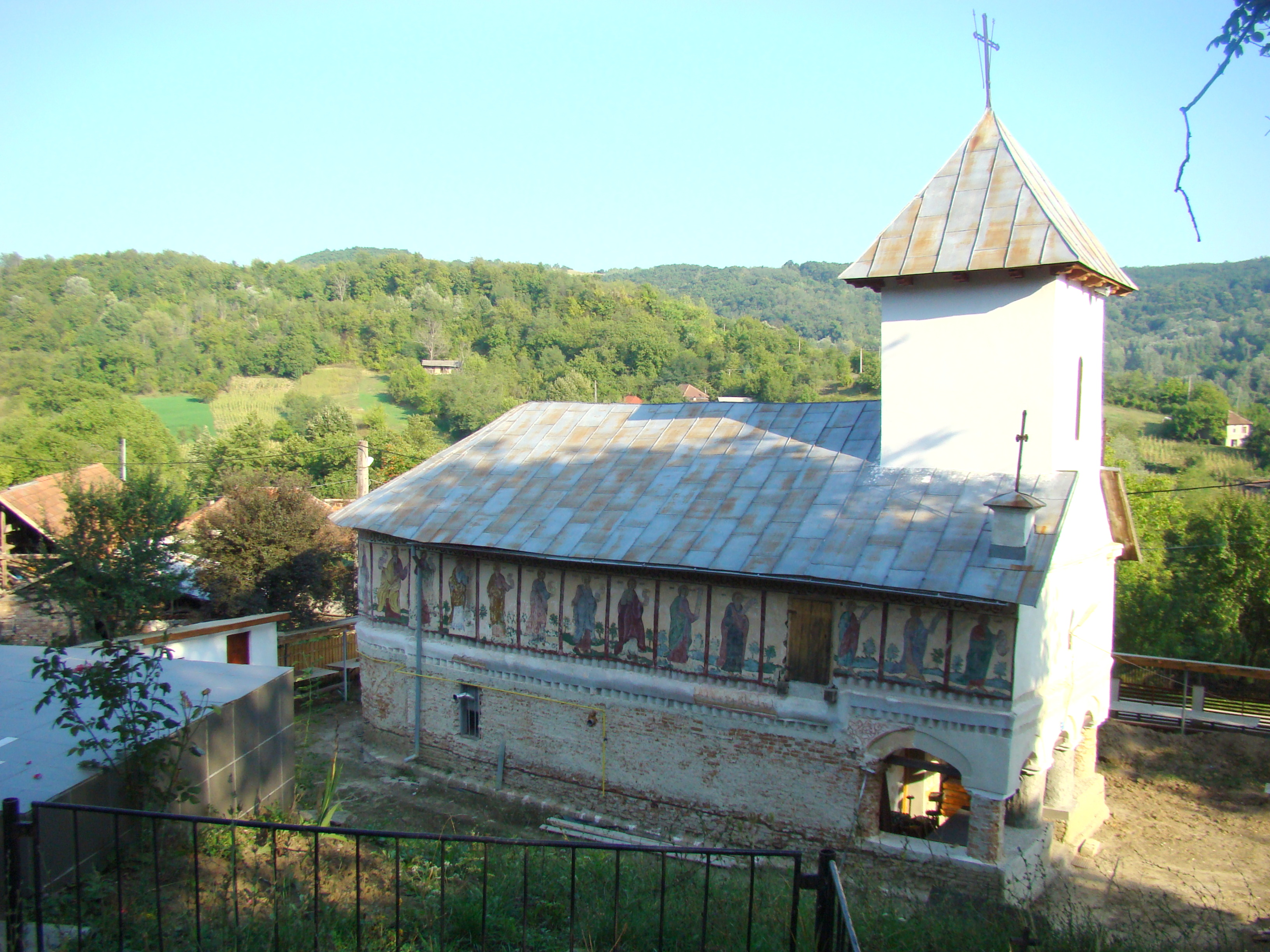
Biserica Cuvioasa Paraschiva din Vladimir
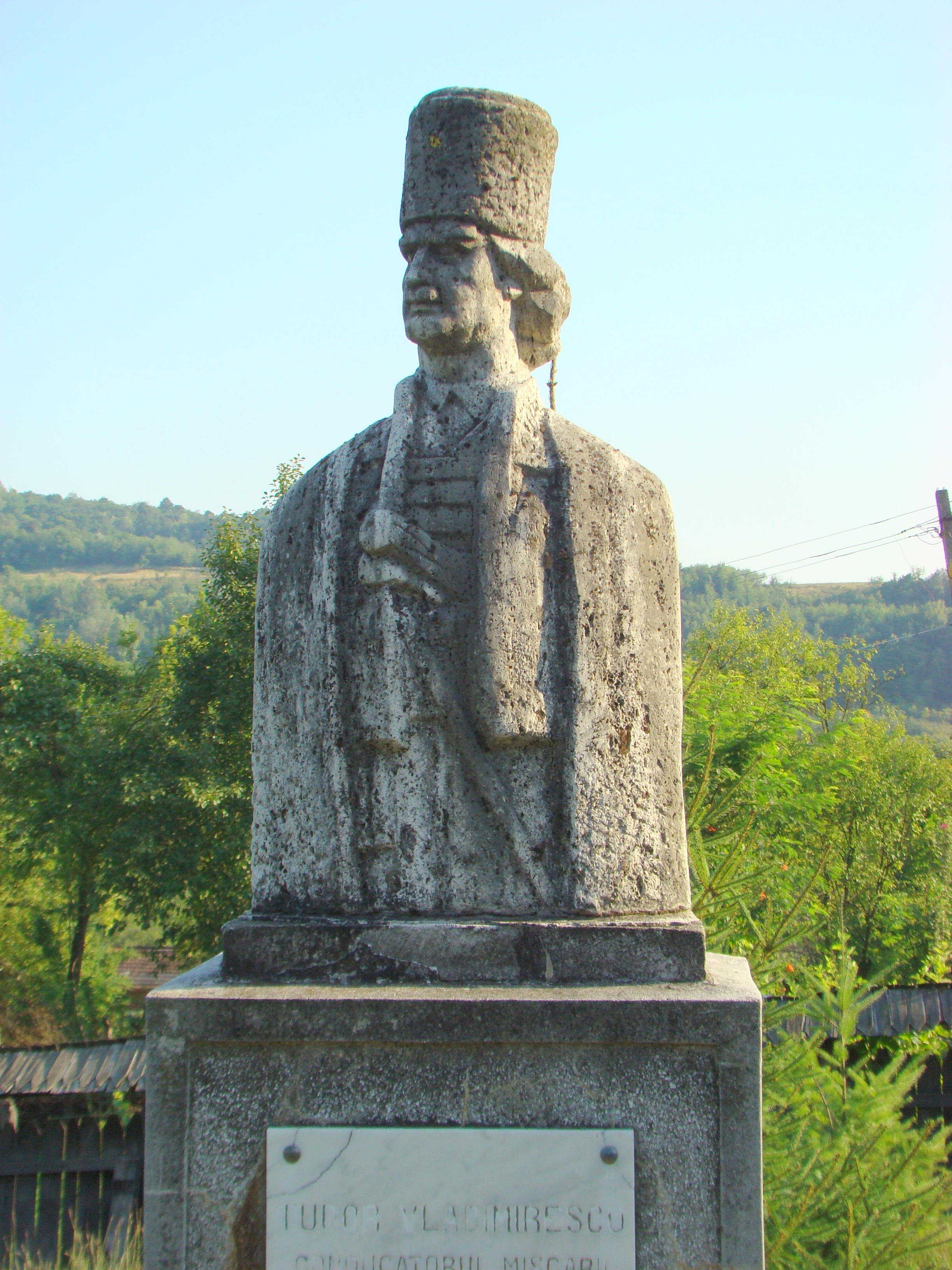
Bustul lui Tudor Vladimirescu din Vladimir

 Acest articol despre o localitate din județul Gorj este deocamdată un ciot. Puteți ajuta Wikipedia prin completarea lui.